# Rutbosjön
Rutbosjön är en sjö i Hedemora kommun i Dalarna och ingår i Dalälvens huvudavrinningsområde. Sjön har en area på 0,2 kvadratkilometer och ligger 158,2 meter över havet.

## Delavrinningsområde
Rutbosjön ingår i det delavrinningsområde (669435-151966) som SMHI kallar för Inloppet i Flinssjön. Medelhöjden är 158 meter över havet och ytan är 15,17 kvadratkilometer. Räknas de 13 avrinningsområdena uppströms in blir den ackumulerade arean 122,59 kvadratkilometer. Flins Bäck (Lerbäcken) som avvattnar avrinningsområdet har biflödesordning 2, vilket innebär att vattnet flödar genom totalt 2 vattendrag innan det når havet efter 160 kilometer. Avrinningsområdet består mestadels av skog (78 procent) och jordbruk (11 procent). Avrinningsområdet har 0,2 kvadratkilometer vattenytor vilket ger det en sjöprocent på 1,3 procent.